# Eparquía de Ujjain
La eparquía de Ujjain (en latín: Eparchia Ujjainensis y en inglés: Syro-Malabar Catholic Eparchy of Ujjain) es una circunscripción eclesiástica de la Iglesia católica en India. Se trata de una eparquía siro-malabar sufragánea de la arquidiócesis de Bhopal. Desde el 4 de abril de 1998 su eparca es Sebastian Vadakel, de la Sociedad Misionera de Santo Tomás Apóstol.

## Territorio y organización
La eparquía tiene 18 441 km² y extiende su jurisdicción sobre todos los fieles de la Iglesia católica (excepto los siro-malankaras) residentes en los distritos de: Ujjain, Shajapur y Rajgarh en el estado de Madhya Pradesh. Es un territorio de misión exclusiva del clero siro-malabar.
La sede de la eparquía se encuentra en la ciudad de Ujjain, en donde se halla la Catedral de Santa María.
En 2020 en la eparquía existían 42 parroquias.

## Historia
Debido a la oposición de la Conferencia de Obispos de la India a que se establecieran jurisdicciones separadas siro-malabares y siro-malankaras fuera de sus respectivos territorios propios, los papas erigieron exarcados apostólicos y eparquías regidas por el clero siro-malabar con plena jurisdicción sobre todos los fieles católicos en ellas. Esto fue así dado que más del 70 por ciento del total de misioneros que trabajan en diferentes partes de la India, es de la Iglesia siro-malabar.
El 29 de julio de 1968 fue erigido el exarcado apostólico de Ujjain mediante la bula Apostolicum munus del papa Pablo VI, separando territorio de la diócesis de Indore. Fue confiado a la Sociedad Misionera de Santo Tomás Apóstol.

Apostolicum munus, quod divinitus exsequendum accepimus, omnibus nempe ubique terrarum Christi fidelibus consulendi, a Nobis quandoque requirit, ut ex iam constitutis Sedibus alias Sedes condamus; in manibus enim omnium est, eo magis colligi fructus, quo frequentiores operarii serant inque agro exercendo incumbant. Quoniam igitur censuit Sacra Congregatio pro Ecclesiis Orientalibus, de sententia venerabilis Fratris Francisci Simons, Episcopi Indorensis omniumque Episcoporum Status vulgo Madhya-Pradeshensis in India, postque auditum Apostolicum in India Pro-Nuntium atque Sacram Congregationem pro Gentium Evangelizatione, esse ibi locorum exarchatum ritus Malabarensis constituendum, quod Nobis eadem Sacra Congregatio proposuit libenti animo accepimus, sequentia decernentes. A dioecesi Indorensi territorium separamus, quod tres districtus civiles complectitur; hoc est: Ujjain, Shajapur, Rajagarh, iisque exarchatum apostolicum ritus Malabarensis condimus, quem sodalibus Societatis missionariae Sancti Thomae Apostoli eparchiae Palaiensis concredimus. Conditus exarchatus, nomine Ujjaiensis, regetur ad normam iuris, attentis praesertim cann. 266-387 Litterarum Apostolicarum «Cleri Sanctitati», die altero mensis iunii, anno millesimo nongentesimo quinquagesimo septimo, datarum, servato quoque can. 382 de cura fidelium diversi ritus in territorio exstantium. Statuimus praeterea ut, quo magis unitas actionis inter sacros Ecclesiarum Pastores firmetur, idem exarchatus metropolitanae Sedi Bhopalensi subdatur, instar Ecclesiae suffraganeae. Ea tandem quae praescripsimus ad effectum deducat Apostolicus in India Pro-Nuntius, vel ab eo delegatus vir. Qui vero negotium perfecerit, congrua documenta exaranda curet eaque ad Sacram Congregationem pro Ecclesiis Orientalibus mittat, de more signata sigilloque impressa.

El 26 de febrero de 1977 el papa Pablo VI elevó el exarcado apostólico al rango de eparquía con la bula Qui divino consilio. La inauguración de la eparquía tuvo lugar el 3 de julio de 1977.

Qua re, cum Sacra Congregatio pro Ecclesiis Orientalibus bene fieri censuerit, si Exarchatus Apostolicus Ujjainensis, in Indiae finibus, ad Eparchiae dignitatem eveheretur: id enim haud parum ad christianam fidem ibi loci confirmandam Acta Pauli Pp. VI 243 collaturum ; Nos, re bene reputata atque in bonum animorum rati vertere posse, tum quae eadem S. Congregatio proposuerit probamus, tum Exarchatum Ujjainensem apostolica potestate in formam Eparchiae redigimus, cum iuribus atque oneribus harum circumscriptionum propriis, quae potissimum in Litteris apostolicis leguntur « Cleri sanctitati », et a canone 392 ad canonem 526 recensentur. Praeterea, statuimus, ut Eparchia Ujjainensis Bhopalensi Sedi legitime subiciatur.

El 26 de marzo de 2015 el papa Francisco erigió dos circunscripciones eclesiásticas siro-malankaras (eparquía de San Juan Crisóstomo de Gurgaon y el exarcado apostólico de San Efrén de Khadki) con la bula Quo aptius consuleretur con el fin de cubrir todo el territorio de India ubicado fuera del territorio propio de la Iglesia católica siro-malankar. Desde entonces los fieles siro-malankaras de la jurisdicción de la eparquía de Ujjain pasaron a integrar la eparquía de San Juan Crisóstomo de Gurgaon.

## Estadísticas
Según el Anuario Pontificio 2021 la eparquía tenía a fines de 2020 un total de 4750 fieles bautizados.
| Año                                                                             | Población            | Población | Población      | Sacerdotes | Sacerdotes    | Sacerdotes    | Bautizados por sacerdote | Diáconos permanentes | Religiosos | Religiosos | Parroquias |
| Año                                                                             | Bautizados católicos | Total     | % de católicos | Total      | Clero secular | Clero regular | Bautizados por sacerdote | Diáconos permanentes | Varones    | Mujeres    | Parroquias |
| ------------------------------------------------------------------------------- | -------------------- | --------- | -------------- | ---------- | ------------- | ------------- | ------------------------ | -------------------- | ---------- | ---------- | ---------- |
| 1970                                                                            | 370                  | 1 734 726 | 0.0            | 8          | 8             |               | 46                       |                      |            | 21         | 1          |
| 1980                                                                            | 792                  | ?         | ?              | 36         | 2             | 34            | 22                       |                      | 36         | 116        | 2          |
| 1990                                                                            | 1425                 | 3 754 000 | 0.0            | 53         | 4             | 49            | 26                       |                      | 97         | 176        | 4          |
| 1999                                                                            | 2640                 | 3 409 098 | 0.1            | 71         | 6             | 65            | 37                       |                      | 137        | 246        | 37         |
| 2000                                                                            | 2669                 | 3 409 098 | 0.1            | 78         | 8             | 70            | 34                       |                      | 133        | 240        | 38         |
| 2001                                                                            | 2691                 | 3 412 191 | 0.1            | 84         | 11            | 73            | 32                       |                      | 136        | 249        | 38         |
| 2002                                                                            | 2725                 | 3 425 200 | 0.1            | 88         | 15            | 73            | 30                       |                      | 135        | 270        | 38         |
| 2003                                                                            | 3190                 | 3 926 562 | 0.1            | 91         | 20            | 71            | 35                       |                      | 110        | 270        | 38         |
| 2004                                                                            | 3200                 | 3 926 800 | 0.1            | 91         | 19            | 72            | 35                       |                      | 139        | 270        | 38         |
| 2009                                                                            | 3380                 | 4 336 000 | 0.1            | 100        | 34            | 66            | 33                       |                      | 120        | 322        | 41         |
| 2010                                                                            | 3398                 | 4 396 000 | 0.1            | 86         | 34            | 52            | 39                       |                      | 113        | 325        | 41         |
| 2014                                                                            | 4602                 | 6 253 649 | 0.1            | 93         | 41            | 52            | 49                       |                      | 120        | 313        | 41         |
| 2017                                                                            | 4633                 | 6 203 280 | 0.1            | 94         | 44            | 50            | 49                       |                      | 116        | 286        | 42         |
| 2020                                                                            | 4750                 | 6 408 700 | 0.1            | 92         | 43            | 49            | 51                       | 1                    | 134        | 270        | 42         |
| Fuente: Catholic-Hierarchy, que a su vez toma los datos del Anuario Pontificio. |                      |           |                |            |               |               |                          |                      |            |            |            |

## Episcopologio
- John Perumattam, M.S.T. † (29 de julio de 1968-4 de abril de 1998 retirado)
- Sebastian Vadakel, M.S.T., desde el 4 de abril de 1998[5]